# Liljana
Liljana je  žensko osebno ime.

## Izvor imena
Ime Liljana je različica ženskega osebnega imena Lilijana.

## Pogostost imena
Po podatkih Statističnega urada Republike Slovenije je bilo na dan 31. decembra 2007 v Sloveniji število ženskih oseb z imenom Liljana: 972. Med vsemi ženskimi imeni pa je ime Liljana po pogostosti uporabe uvrščeno na 186. mesto.

## Osebni praznik
V koledarju je ime Lilijana; god praznuje 27. julija.